# Carmo do Rio Claro (ort)
Carmo do Rio Claro är en ort i Brasilien.   Den ligger i kommunen Carmo do Rio Claro och delstaten Minas Gerais, i den sydöstra delen av landet, 600 km söder om huvudstaden Brasília. Carmo do Rio Claro ligger 824 meter över havet och antalet invånare är 14 446.
Terrängen runt Carmo do Rio Claro är varierad. Det finns inga andra samhällen i närheten.
Omgivningarna runt Carmo do Rio Claro är en mosaik av jordbruksmark och naturlig växtlighet. Runt Carmo do Rio Claro är det ganska glesbefolkat, med 24 invånare per kvadratkilometer.